# Anthony Grant
Anthony Paul Shaun Daure Grant (* 4. Juni 1987 in Lambeth) ist ein englischer Fußballspieler. Er war Teil der Nachwuchsabteilung des FC Chelsea und steht heute bei Crewe Alexandra unter Vertrag.

## Sportlicher Werdegang
Der in London geborene Anthony Grant durchlief die Nachwuchsabteilung des FC Chelsea und kam am 10. Mai 2005 gegen Manchester United als Einwechselspieler für Joe Cole zu seinem ersten Kurzeinsatz in der Premier League. Zuvor hatte er sich während der abgelaufenen Spielzeit als Abwehrspieler in der Reserveelf einen Namen gemacht und wurde nun zur Saison 2005/06 in den Profikader des amtierenden englischen Meisters befördert. Weitere Erfahrungen sammelte er jedoch erst wieder im Januar 2006, als er für einen Monat an den Drittligisten Oldham Athletic verliehen wurde und dort zwei Ligaspiele bestritt.
Die komplette Saison 2006/07 verdingte sich Grant ebenfalls als Leihspieler und schloss sich zu diesem Zweck in der viertklassigen Football League Two den Wycombe Wanderers an – der dortige Trainer Paul Lambert hatte zuvor bereits versucht, Grant für den schottischen FC Livingston zu verpflichten. In nur etwas mehr als einem Monat sah Grant zweimal die rote Karte, erreichte aber mit dem Klub auch das Halbfinale im Ligapokal. Dort stand man dem FC Chelsea gegenüber, der seinem Leihspieler die Erlaubnis zum Spiel gegen seinen Stammklub verweigerte. Im März 2007 erhielt der Jungspieler einen neuen Vertrag beim FC Chelsea und bestritt vier Monate später gegen Brøndby IF wieder eine Partie für die A-Mannschaft der „Blues“.
Nächste Station war zwischen November 2007 und Januar 2008 Luton Town. Dort stand Grant jedoch nur in einer Partie von Beginn an in der Mannschaft und war in seinem letzten Einsatz einer von drei Akteuren der „Hatters“, die des Feldes verwiesen wurden. Auch aufgrund des Insolvenzverfahrens in Luton stand eine Verlängerung anschließend nicht mehr zur Debatte und so zog Grant im Januar 2008 zu Southend United weiter. Dort bestritt er bis zum Ende der Spielzeit 2007/08 zehn Ligaspiele – ausnahmslos als Einwechselspieler – und schloss sich dann dem Klub am 7. August 2008 endgültig und ablösefrei an. Am 20. September erzielte er den Siegtreffer zum 4:3-Auswärtssieg gegen Crewe Alexandra, der gleichzeitig Grants erster Torerfolg im Seniorenbereich war. Zumeist agierte er bei den „Shrimpers“ im rechten Mittelfeld und war darüber hinaus an der Seite von Alan McCormack im Zentrum zu finden.
Im Juni 2012 schlug er ein Angebot zur Vertragsverlängerung bei Southend aus und wechselte zum FC Stevenage, für den er insgesamt 45 Spiele bestritt. Zu Beginn der Saison 2013/14 wechselte der Spieler zu Crewe Alexandra.
Nach Stationen bei Port Vale und Peterborough United spielt er seit Sommer 2018 für Shrewsbury Town in der Football League One.